# 石川文洋
石川 文洋（いしかわ ぶんよう、1938年3月10日 - ）は、日本の報道写真家。父は作家の石川文一。

## 経歴・人物

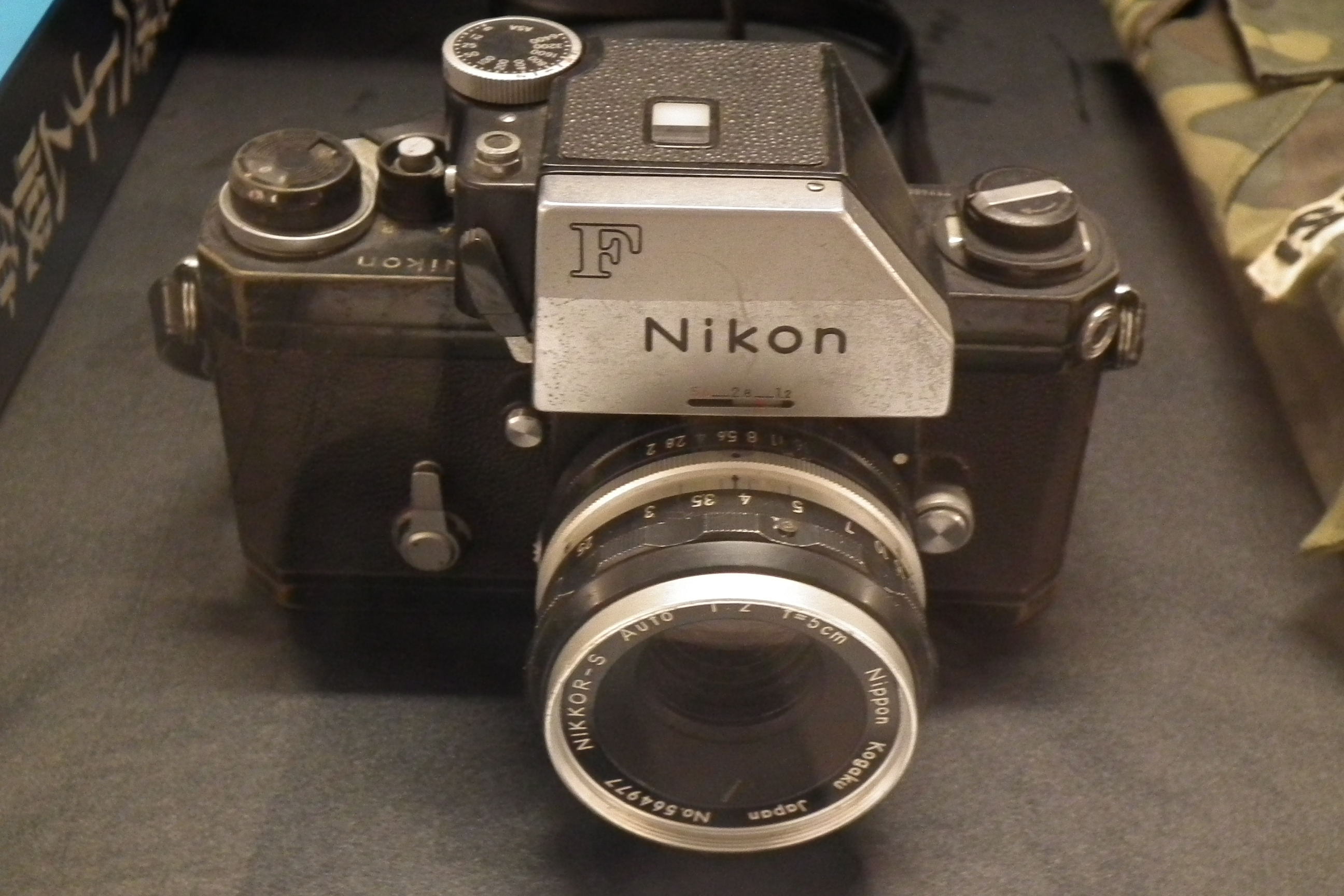
石川文洋がベトナム戦争で使用したNikon F（ホーチミン市戦争証跡博物館にて展示）

沖縄県那覇市首里鳥堀に生まれる。4歳の時に、家族で沖縄から千葉県船橋市に移り住んだ。
東京都立両国高等学校定時制卒業後、19歳で毎日映画社に勤務。1964年、世界無銭旅行を計画し、香港へ渡る。毎日新聞香港支局長の江頭数馬が手配したアパートで数日間の保護を受けた後、彼の骨折りによりファーカススタジオに紹介を受けて勤務する。
1965～68年、ベトナム共和国の首都サイゴン（当時）に滞在し、フリーでベトナム共和国軍やアメリカ軍に従軍し、戦場取材をおこなった。
1969年から朝日新聞社出版局写真部勤務。1972年には戦時下の北ベトナムを初取材。1979年、カンボジア大虐殺を取材し、『大虐殺』（朝日ソノラマ）を刊行。1984年、朝日新聞社を退職して再度フリーとなる。1990年、日本ジャーナリスト会議（JCJ）特別賞を受賞。1994年、ボスニア・ヘルツェゴビナ（首都サラエボ）、ソマリアを取材。2002年、アフガニスタンを取材。2005年、ベトナム政府から文化通信事業功労賞を受賞。
ベトナム戦争の従軍取材による多数の報道写真で知られるが、撮影対象のジャンルは広範囲に渡り、各国の紛争地帯での撮影のほか、人びとの日常生活、肖像写真、舞台芸能（琉球舞踊）の写真なども撮影している。
ベトナムのホーチミン市戦争証跡博物館には、ベトナム戦争を中心とする約250点の写真を寄贈したことを契機として、1998年9月から2階に石川の写真常設展示コーナーが設けられている。
「九条の会」傘下の「マスコミ九条の会」呼びかけ人を務めている。

## 著書
- ベトナム最前線　カメラ・ルポ　戦争と兵士と民衆（1967年、読売新聞社）
- 週刊読売グラビア特集『写真集　これがベトナム戦争だ』（1968年、読売新聞社）
- 写真報告　戦争と民衆 ベトナム・カンボジア・ラオス（1971年、朝日新聞社）
- 北ベトナム（1973年、朝日新聞社）
- ベンハイ川を越えて（1974年、朝日新聞社）- 共著：本多勝一
- ベトナム解放戦争（1977年、ベトナムに写真集を贈る運動委員会）
- 写真報告　大虐殺　カンボジア・ベトナム1979（1979年、朝日ソノラマ）
- 写真記録ベトナム戦争（1979年、すずさわ書店）
- アンコール・ワット　遺跡と民衆（1980年、朝日ソノラマ）
- フリーカメラマン　孤独とロマンへの旅立ち（1986年、朝日新聞社）
- 戦場カメラマン（1986年、朝日文庫）
- シャッターチャンスはいちどだけ　戦場カメラマンのたたかい（1986年、ポプラ社）
- 琉球舞踊（1987年、創和出版）
- ベトナムロード　南北2400キロの旅（1987年、平凡社）
- 戦争と人間（1989年、創和出版）
- 報道カメラマン（1991年、朝日文庫）
- 北方四島紀行（1993年、桐原書店）- 共著：井出孫六
- 災害と人間　普賢岳・深江町からの報告（1994年、創和出版）
- 放浪カメラマン（1995年、創和出版）
- 報道カメラマンの仕事』（1995年、創和出版）
- ベトナム南北縦断2300キロ（1996年、日本放送出版協会）
- 写真記録ベトナム戦争（1996年、金曜日）
- しりたいねん（1997年、倫書房）- 共著：灰谷健次郎
- 母を語る（1998年、倫書房）- 共著：石坂啓ほか
- 沖縄・我が故郷（1998年、ルック）
- ベトナム報道35年（1998年、ルック）
- 90日間地球一周船の旅（1998年、ルック）
- 写真は心で撮ろう（1999年、岩波ジュニア新書）
- 大学活用法（2000年、岩波ジュニア新書）- 共著：佐藤忠男ほか
- アジアを生きる（2001年、実業之日本社）- 共著：灰谷健次郎
- 石川文洋のカメラマン人生　貧乏と夢編（2003年、枻出版社）
- 石川文洋のカメラマン人生　旅と酒編（2003年、枻出版社）
- 戦争を起こさないための20の法則（2003年、ポプラ社）- 共著：鎌田慧ほか
- 戦争はなぜ起こるのか（2004年、冬青社）
- 死んだらいけない　OPEN YOUR EYES（2004年、日本経済新聞社）
- 日本縦断 徒歩の旅　65歳の挑戦（2004年、岩波新書）
- 北海道～沖縄3300キロ　てくてくカメラ紀行（2004年、枻出版社）
- カラー版　ベトナム　戦争と平和（2005年、岩波新書）
- 生きているからこそ（2006年、日本標準）- 共著：絵門ゆう子、浜辺祐一
- カラー版　四国八十八カ所　わたしの遍路旅（2008年、岩波新書）
- サイゴンのコニャックソーダ　酒こそわが人生（2009年、七つ森書館）
- 私が見た戦争（2009年、新日本出版社）
- まだまだカメラマン人生（2010年、新日本出版社）
- 戦場カメラマン（2018年　筑摩書房）
- ベトナム戦争と私 カメラマンの記録した戦場(2020年朝日新聞出版）

## 受賞
- 日本写真協会年度賞（1973年）
- 日本雑誌写真記者協会賞（1982年、1983年）
- 日本ジャーナリスト会議 (JCJ) 特別賞（1990年）
- 市川市民文化賞/スウェーデン賞（1997年）
- ベトナム政府から文化通信事業功労賞（2005年）

## 写真展
- 『戦争と兵士と民衆』（1970年）
- 『北ベトナム』（1973年）
- 『南イエメン』（1978年）
- 『カンボジア 民衆とアンコール遺跡』（1981年）
- 『琉球舞踊』（1983年）
- 『北朝鮮』（1984年）
- 『大航海時代』（1987年）
- 『普賢岳・深江町の1年』（1994年）
- 『ヴェネチアの幻想』（1994年）
- 『ベトナム報道35年・戦争と平和』（1998年）
- 『沖縄の基地とアメリカの戦争』（2000年）
- 『沖縄・復帰30年』（2002）
- 『日本縦断 徒歩の旅　-65歳の挑戦-』（2004年）
- 『世界の笑顔』（2007年）
- 『四国八十八カ所』（2009年）
- 『戦争と子どもたち』(2012年)
- 『石川文洋が見たフクシマ』(2013年)
- 『戦争と平和・ベトナムの50年』(2014年)[5]
- 『ベトナム戦争と沖縄の基地』（2014年）[6]
- 『アンコールワットと戦争』（2018年）[7]
- 『石川文洋が見た沖縄』（2019年）[8]
- 『80歳の列島あるき旅・石川文洋写真展　フクシマ、沖縄...３５００キロ』（2020年）[9]